# John Milner
John Milner (1628-1702) fue un teólogo de la Iglesia Anglicana de Inglaterra.

## Biografía
Milner nació en Skircoat, en el Yorkshire e hizo los primeros estudios en Halifax, y a los catorce años fue enviado al Colegio de Cristo, Cambridge, donde tomó las órdenes y obtiene los títulos de licenciatura y maestro de artes.
Milner, posteriormente, fue cura de Middleton, en Lancashire, pero tuvo que abandonar esta parroquia poco antes de la batalla de Worcester, a causa de la inutilidad de esfuerzos de George Booth (1622-1684) por restablecer a Carlos II de Inglaterra en el trono de sus padres, y se retira a su patria hasta 1661 donde uno de sus condiscípulos le procura una plaza, y en 1662 deviene ministro de Saint-Juan a Leeds.
Milner, más tarde, fue vicario de Leeds en 1673 y canónico de Ripon en 1681, y en la época de la revolución de 1688 pierde su plaza y se refugia en Cambridge, y pasa el resto de su vida de apego a la Casa de Estuardo y murió en 1702. Como escritor dejó un paralelo entre el Antiguo Testamento y el Nuevo Testamento obra ensalzada por el orientalista y filólogo inlgés Edmund Castell (1606-1685) autor de Lexicon heptaglotton, Graz, 1970, 2 vols., la historia de la iglesia de Palestina, los cuatro últimos reyes del Reino de Judá, reflexiones sobre los misterios del cristianismo, la religión de John Locke, respuestas a las reflexiones del teólogo Jean Leclerc (1657-1736) sobre Jesucristo, los apóstoles y los Padres de la Iglesia, y dejó otras obras inéditas a la impresión de cronología, crítica a los Libros Santos, etc., demostrando grandes conocimientos de las lenguas y mucha sagacidad.

## Obras
- Animadversions upon Monsieur le Clerc's reflections...., Cambridge, 1702.
- A brief examination of some passages in the chronological....., London, 1700.
- An account of Mr. Lock's religion,...., London, 1700.
- A view of the dissertation upon the epistles of Phalaris, Themistocles,... , London, 1698.
- A defence of Arch-bishop Usher......, Cambridge, 1694.
- De Nethinim,..., Cantabrigiae, 1690.
- A short disertation concerning the four last Kings of Judah, London, 1689.
- A collection of the church-history of Palestine,..., London, 1688.
- Conjectanea in Isa,..., Londini, 1673.
- Otras